# Super no Ura de Yani Sū Futari
Super no Ura de Yani Sū Futari (スーパーの裏でヤニ吸うふたり Sūpā no Ura de Yani Sū Futari?, lit. Detrás del supermercado, fumando contigo) es una serie de manga japonesa escrita e ilustrada por Jinushi. La serie comenzó como un webcomic publicado en Twitter en marzo de 2022. Luego, comenzó a serializarse en la revista Gekkan Big Gangan de Square Enix en agosto de 2022. El manga fue nominado y ganó el Next Manga Award de 2022 en la categoría de manga web. Una adaptación de la serie al anime se estrenará en 2026.

## Historia
Sasaki, un asalariado con exceso de trabajo, encuentra una compañera cómoda en Yamada. Una cajera de supermercado. Un día se encuentra trabajando hasta tarde. Y cuando termina y va a ver a Yamada, descubre que ella ya se fue. Mientras va a fumar, se encuentra con una mujer misteriosa.

## Personajes
Sasaki (佐々木?)
Uno de los personajes principales de esta obra. Es un cansado hombre de negocios de mediana edad.
Yamada / Tayama (山田 / 田山?)
Segundo personaje principal. Empleada de Super S.
Goto (後藤?)
La gerente de Super S.

## Producción
Jinushi estaba serializando Rokurei-Tenseishi Rinne Kuyakusho Dairokkanbu Joreika Katsudouki en Gekkan Big Gangan. Recibió el consejo de su editor de dibujar un manga corto como ejercicio de escritura creativa, lo que lo llevó a crear la serie. Dado que Rokurei, que se estaba serializando, era una historia sobrenatural, el manga se dibujó para que fuera más realista, y dado que el autor tenía experiencia en ventas de servicio al cliente, la historia se desarrollaba en un supermercado.

## Contenido de la obra

### Manga
Cuando se publicó el primer capítulo en Twitter, el tuit recibió más de 190 000 me gusta (hasta el 2 de junio de 2022), lo que generó una gran respuesta. Al 25 de junio de 2022, el número total de me gusta de la serie había superado los 2.5 millones.
El 25 de agosto de 2022, comenzó su serialización en la revista Gekkan Big Gangan. En este número, apareció en la portada. El mismo día también se publicó el primer volumen del libro con capítulos recién escritos.
Como resultado de esto, se cambió el título de Super no Ura de Yani Sū Hanashi (スーパーの裏でヤニ吸う話?  lit. Una historia sobre fumar en la parte trasera del supermercado)  a Super no Ura de Yani Sū Futari (スーパーの裏でヤニ吸うふたり?  lit. Detrás del supermercado, fumando contigo), y se eliminaron los capítulos 4 a 16 que se publicaron en Twitter, pero se anunció que continuará en Twitter sin cambios.

#### Lista de volúmenes
| Volúmenes de manga publicados | Volúmenes de manga publicados | Volúmenes de manga publicados                      |
| Número                        | Fecha de lanzamiento          | ISBN                                               |
| ----------------------------- | ----------------------------- | -------------------------------------------------- |
| 1                             | 25 de agosto de 2022          | ISBN 978-4-7575-8094-7                             |
| 2                             | 25 de enero de 2023           | ISBN 978-4-7575-8362-7                             |
| 3                             | 25 de julio de 2023           | ISBN 978-4-7575-8694-9 ISBN 978-4-7575-8695-6 (EE) |
| 4                             | 25 de enero de 2024           | ISBN 978-4-7575-8709-0 ISBN 978-4-7575-8710-6 (EE) |
| 5                             | 25 de julio de 2024           | ISBN 978-4-7575-9314-5                             |
| 6                             | 24 de enero de 2025           | ISBN 978-4-7575-9542-2 ISBN 978-4-7575-9543-9 (EE) |
| 7                             | 25 de julio de 2025           | ISBN 978-4-7575-9975-8                             |

### Anime
Se anunció una adaptación de la serie al anime el 18 de julio de 2025. Se estrenará en 2026 en TBS y sus afiliadas.

## Recepción
El manga fue nominado para el Next Manga Award de 2022 en la categoría de manga web y ganó.